# ヴァイナメリ海

ヴァイナメリ海の位置

ヴァイナメリ海（エストニア語で海峡の海）またはヴァイナメリ（エストニア語: Väinameri）は、バルト海の海峡および副湾。エストニア西部、西エストニア諸島とエストニア本土の間に位置する。
リガ湾の北側に位置し、バルト海東部まで伸びている。ヴァイナメリ海の面積は約2,200平方キロメートル (850 sq mi)である。ヴァイナメリ海には、ヴァイナメリ保護区域がある。

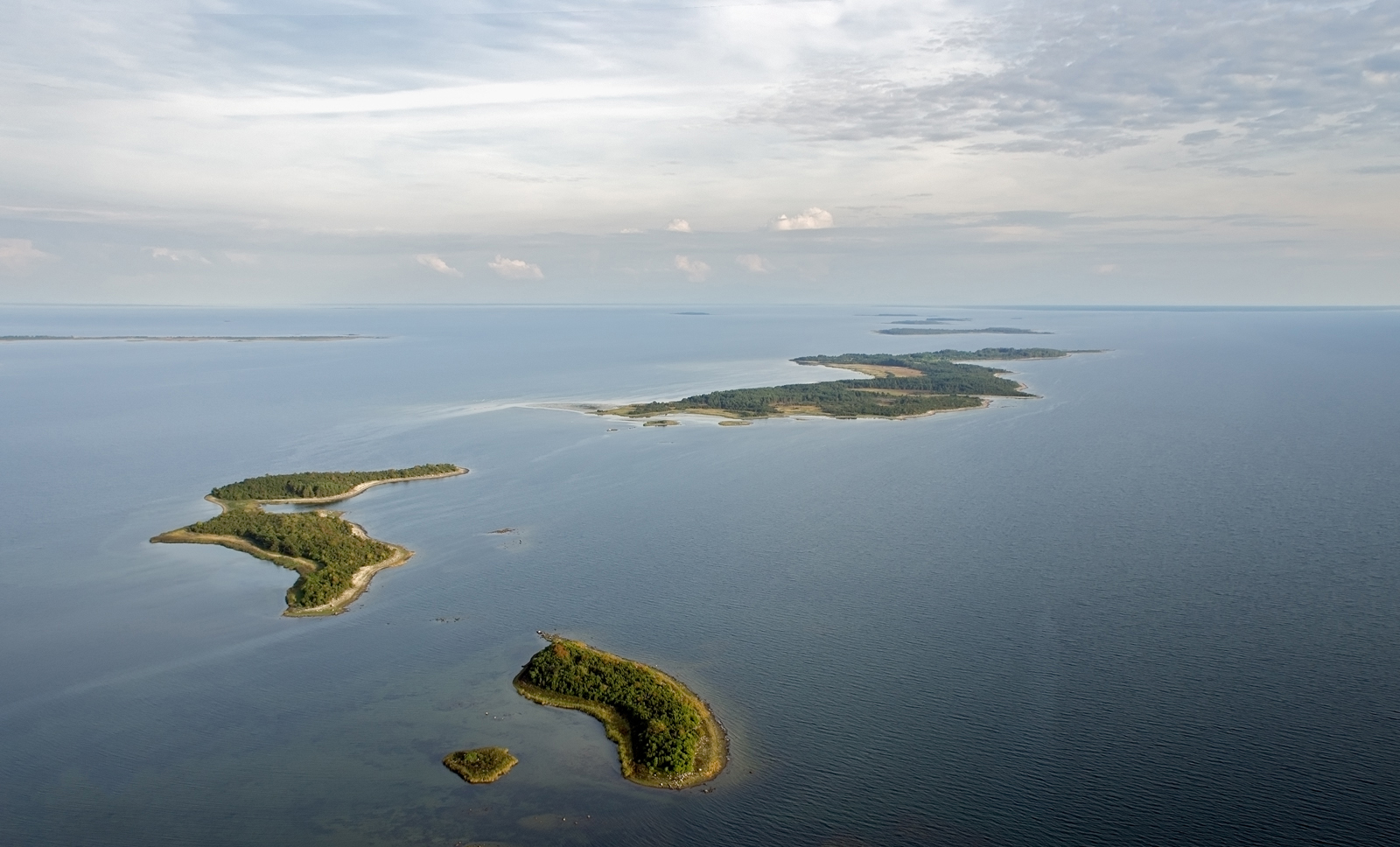
ヴァイナメリ海の小島